# Synodus lobeli
Synodus lobeli är en fiskart som beskrevs av Robin S. Waples och Randall, 1989. Synodus lobeli ingår i släktet Synodus och familjen Synodontidae. Inga underarter finns listade i Catalogue of Life.